# Книжные утраты Москвы в пожаре 1812 года
Книжные утраты Москвы в пожаре 1812 года — книги, документы и письменные памятники, погибшие в результате пожара, произошедшего во время оккупации Москвы войсками Наполеона в 1812 году.
Эти утраты можно назвать весьма критичными, принимая во внимание ценность книжных памятников и количество погибших книг.
Об эвакуации книжных ценностей городские власти в лице московского градоначальника Ф. В. Ростопчина своевременно не позаботились в связи с тем, что о решении оставить Москву стало известно, когда войска Наполеона находились в непосредственной близости от города.
В результате пожара были безвозвратно утрачены:
- Троицкая летопись.

- «Слово о полку Игореве».

- Библиотека Н. М. Карамзина.

- Библиотека Московского университета.

- Библиотека Д. П. Бутурлина.